# Spintherophyta
Spintherophyta är ett släkte av skalbaggar. Spintherophyta ingår i familjen bladbaggar.
Kladogram enligt Catalogue of Life:
| Spintherophyta | \| \| Spintherophyta arizonensis \| \| \| \| \| \| Spintherophyta exigua \| \| \| \| \| \| Spintherophyta globosa \| \| \| \| \| \| Spintherophyta violaceipennis \| \| \| \| |
|                | \| \| Spintherophyta arizonensis \| \| \| \| \| \| Spintherophyta exigua \| \| \| \| \| \| Spintherophyta globosa \| \| \| \| \| \| Spintherophyta violaceipennis \| \| \| \| |
|                | Spintherophyta arizonensis |
|                | |
|                | Spintherophyta exigua |
|                | |
|                | Spintherophyta globosa |
|                | |
|                | Spintherophyta violaceipennis |
|                | |